# Peradayan Forest Reserve
Peradayan Forest Reserve är en skog i Brunei. Den ligger i den nordöstra delen av landet.
I Peradayan Forest Reserve växer i huvudsak städsegrön lövskog. Tropiskt regnskogsklimat råder i trakten.